# Lunenburg (Nouvelle-Écosse)
Pour les articles homonymes, voir Lunenburg.
Lunenburg est une ville canadienne de la Nouvelle-Écosse. C'est une ville portuaire dotée d'un riche patrimoine et d'une architecture unique. La vieille ville de Lunenburg est devenue un site historique national en 1992 et un site du patrimoine mondial en 1995.

## Géographie
Lunenburg est situé sur la rive est de la Nouvelle-Écosse, à proximité de l'océan Atlantique.
La ville s'élève sur plusieurs collines, dont les principales sont la colline Gallows et la colline du Blockhouse. Il y a deux principaux quartiers, la vieille ville à l'est et un quartier plus récent à l'ouest. Il y a également quelques rues au sud, et à l'est de la vieille ville.
La ville est bordée au sud par la baie de Lunenburg et au nord par la baie arrière (Back Bay).
Lunenburg est enclavée dans la municipalité du district de Lunenburg (en).
La ville de Lunenburg est située sur un isthme reliant la presqu'île de Blue Rocks au continent. Elle est bordée au sud par le havre de Lunenburg et au nord par le havre arrière de Lunenburg.

## Toponymie
Lunenburg fut fondée en 1753 et fut nommée en l'honneur du roi de Grande-Bretagne et d'Irlande George II qui était aussi le duc de Brunswick-Lüneburg.

## Histoire
Le site de la ville a été habité par des Micmacs et ensuite par des Acadiens (appelés Merligueche) dès 1610, mais un siècle plus tard, les Traités d'Utrecht (1713) cèdent l’actuelle Nouvelle-Écosse, à l’exception de l’île Royale (aujourd’hui île du Cap Breton) à la Grande-Bretagne.
Répondant à une publicité lancée en 1749, environ 2 700 protestants étrangers s'établirent à Lunenburg en 1753 dans le but de remplacer les Acadiens catholiques romains d'origine française et les amérindiens Micmacs, Lunenburg devenant la deuxième colonie britannique en Nouvelle-Écosse après Halifax.
Les habitants originaux de Lunenburg étaient en majorité d'origine allemande (de la Rhénanie du sud), de Suisse et de protestants français de Montbéliard. Ils vinrent durant la même vague d'immigration qui amena les Hollandais en Pennsylvanie. La couronne britannique encourageait des protestants étrangers à s'établir dans la région pour la peupler et éviter le retour des Acadiens catholiques. Ils forment encore une bonne partie de la population. La langue parlée dans la région a des expressions et tonalités caractéristiques de ces non-britanniques.
Lunenburg fut un port maritime et un centre construction navale important. La ville est maintenant le site de petits commerces, de compagnies de haute technologie et d'industries de transformations alimentaires comme Les aliments High Liner. L'usine de ce dernier fut à un certain moment la plus grande au Canada. Elle fait maintenant surtout de l'empaquetage alors que la transformation est faite en mer.

## Démographie
La population de Lunenburg s'élevait à 2 317 personnes en 2006, comparativement à 2 568 en 2001, soit une baisse de 9,8 %. La ville compte 1 124 logements privés, dont 988 sont occupés par des résidents habituels.
L'âge médian de la population est 50,5 ans, comparativement à 41,8 pour la province.
| 2001  | 2006  | 2011  | 2016  |
| ----- | ----- | ----- | ----- |
| 2 568 | 2 317 | 2 313 | 2 263 |

| 2021  | - | - | - |
| ----- | - | - | - |
| 2 396 | - | - | - |

## Administration
Le maire est Laurence Mawhinney et les conseillers municipaux sont David Dauphinee, Heather-Anne Getson, Jamie Myra, Robert Parks, Don Tufts et Peter Zwicker.
Les taxes municipales s'élèvent, par tranche de 100 $ d'évaluation, à 1,37 $ pour les résidences, 3,50 $ pour les commerces et 2,62 $ pour les entreprises touristiques saisonnières.
Un poste de la Gendarmerie royale du Canada, situé à proximité de la ville, fait office de police municipale et à la responsabilité du service 911.
La ville dispose d'une brigade de pompiers ayant un effectif de 55 volontaires.

## Économie
Il y a l'usine d'High Liner Foods Inc., la plus grande usine de transformation de poisson en Amérique du Nord.

## Infrastructures et services
Service de collecte des ordures, du recyclage, du compost, des sapins de Noël et des feuilles d'arbre.
Bibliothèque publique South Shore
L'Hôpital Memorial Fishermen's dispose de 43 lits. Il y a une urgence et des soins de médecine générale ou de longue durée, ainsi que des services de laboratoire, ECG, imagerie diagnostique, pharmacie, densitométrie osseuse, travail social, ergothérapie, physiothérapie, une unité de traitement de la toxicomanie et de l’alcool (avec 10 lits) offrant un programme, un centre d’éducation sur le diabète et une unité pour anciens combattants.
Il y a aussi l'hôpital régional South Shore à Bridgewater.
Des dentistes, chiropraticiens, médecins de famille, chirurgiens, psychothérapeutes et Massage Therapists sont disponibles à Lunenburg.
Le Harbour View Haven est une résidences de soins de longue durée située sur la colline du Blockhouse. La ville dispose également de plusieurs résidences pour personnes âgées.
Il y a des garderies, l'école primaire anglophone l'Académie de Lunenburg, qui offre des cours de la maternelle à la 5e année et l'école intermédiaire/secondaire de Lunenburg, qui offre des cours de la 6e à la 12e année. Les élèves francophones peuvent obtenir une éducation complète à l'école de la rive Sud, situé à Blockhouse.
Lunenburg a également un campus du West Island College International.
Environ 13 centres de conférence, 21 restaurants, une cinquantaine d'hôtels, motels, campings, gîtes et appartements des dizaines de commerces variés.
Lunenburg dispose de la station de radio CKBW, du réseau Acadia Broadcasting Corp. Le service de télévision par câble est offert par Eastlink Cable Systems.

## Culture
Lunenburg est le berceau de la goélette Bluenose qui remporta le trophée de course entre pêcheurs de la côte atlantique entre 1921 et 1938. Un symbole canadien que l'on retrouve sur des timbres et sur la pièce de 10 cents. Après son naufrage dans les Antilles, on construisit également la goélette Bluenose II qui est devenue une attraction touristique énorme qui fait vivre nombre de restaurants, hôtels et magasins. Elle est affiliée au Musée des pêches de l'Atlantique.
Le trio connu Air Traffic Control possède son propre studio d'enregistrement en ville.

### Lunenburg, site du patrimoine mondial
Le centre historique a été mis sur la liste du patrimoine mondial par l'UNESCO en 1995. Ceci assure la protection de l'architecture unique de Lunenburg, tant privée que publique, comme le meilleur exemple de communauté planifié de style colonial britannique en Amérique du Nord,.

### Architecture et monuments
La vieille partie de la ville (Old Town) est désigné site du patrimoine mondial. L'architecture à Lunenburg est unique.
L’Académie de Lunenburg est probablement le monument le mieux connu. C'est une école primaire se trouvant sur la colline Gallows

### Bateaux et pêches
- Bluenose II
- Picton Castle
- Rose

Un quart des habitants de Lunenburg vivent de la pêche.

### Tournages
Plusieurs productions ont profité du cachet de Lunenburg. Simon Birch en 1998, Dolores Claiborne. Blue Moon, The Pit Poney et The Secret, des films fait pour la télévision. If You Could See What I Hear, toutes les scènes du palais de justice dans Journey into Darkness, Mother's Day, Buried on Sunday, The World in His Arms, Calm at Sunset, La Rumeur des anges, Sea People, Run Stranger Run et Le Poids de l'eau.
Lunenburg sert également de décor à la petite ville de Haven, que l'on retrouve dans la série éponyme.
Il est possible également de voir certaines séquences de cette ville dans la récente série de Netflix , Locke and Key. (2020)
Fait intéressant, la réplique du Bounty, apparaissant dans le film Les Révoltés du Bounty (film, 1962), a été construit au chantier naval de Lunenburg, dans les années 1960. Même chose pour la réplique du Rose apparaissant dans le film Master and commander : De l'autre côté du monde.

### Musées, galeries et festivals
Le musée des pêcheries en Atlantique.
Le musée de la maison Knaut-Rhuland
Il y a une trentaine d'ateliers d'artistes et d'artisans à Lunenburg, peintres, potiers, forgerons, maroquinerie, verriers, collages de fleurs séchées, ébénistes, etc.
Le festival d'artisanat, festival Lunenburg Folk Harbour, la Lunenburg Fishermen's Picnic and Reunion, les Courses internationales de doris (International Dory Races) et les Jours Newfie (Newfie Days)

### Cuisine
Les restaurants permettent de déguster une variété de plats internationaux et locaux, tels que le saumon Gundy, le pudding, la saucisse et la choucroute de Lunenburg.

## Personnalités nées à Lunenburg
- Joseph Brown Comingo (1784-1821), peintre.
- Jabez Bunting Snowball (1837-1907), homme d’affaires, homme politique et fonctionnaire.
- Nathan Pushee (1758-1838), fermier, propriétaire d’une scierie et officier de milice.
- William Rudolf (1791-1859), marchand, juge de paix, fonctionnaire, officier de milice et homme politique.
- Jonathan Scott (1744-1819), prédicateur laïque, ministre congréganiste et auteur.

## Galerie

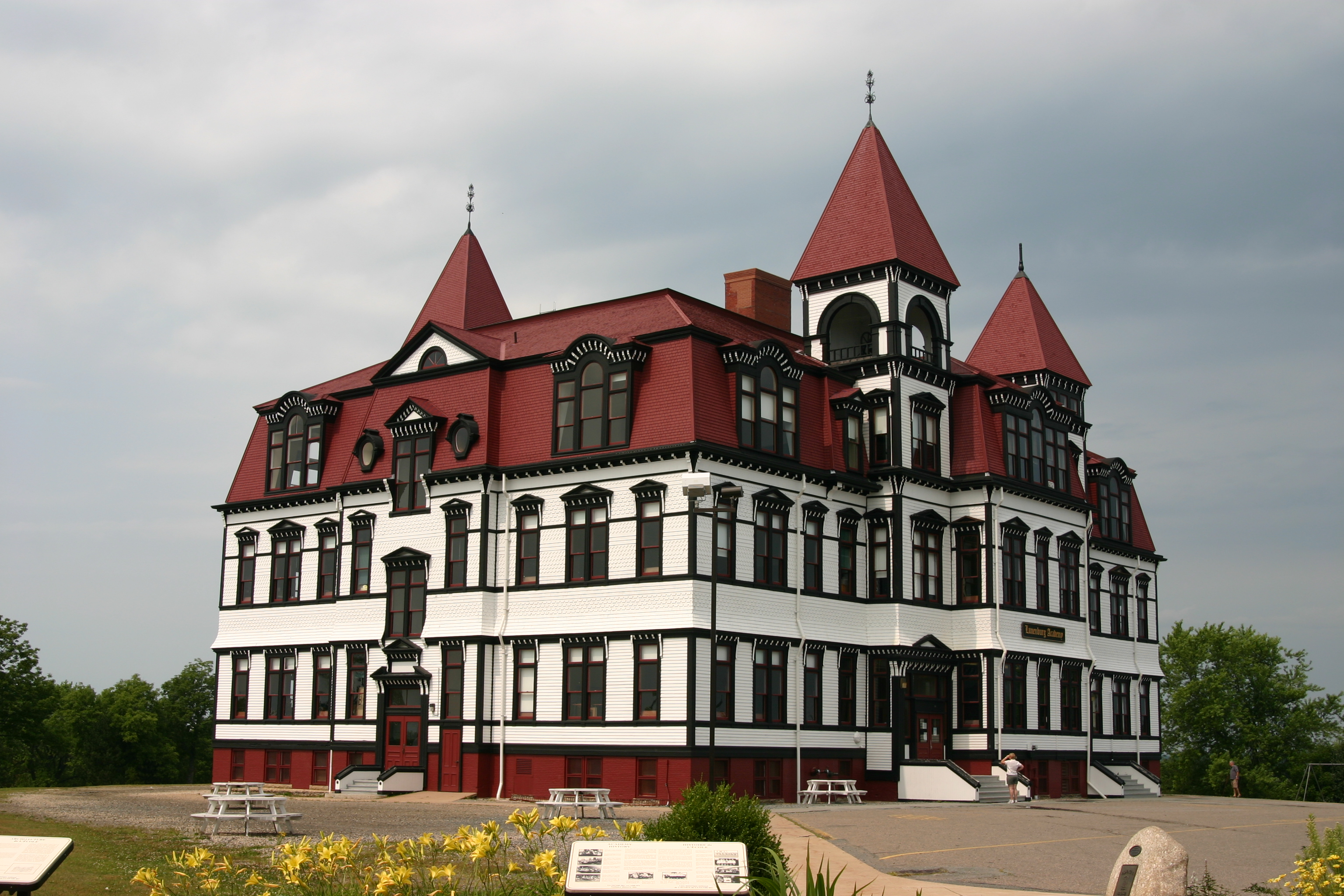
École primaire (L'Académie).
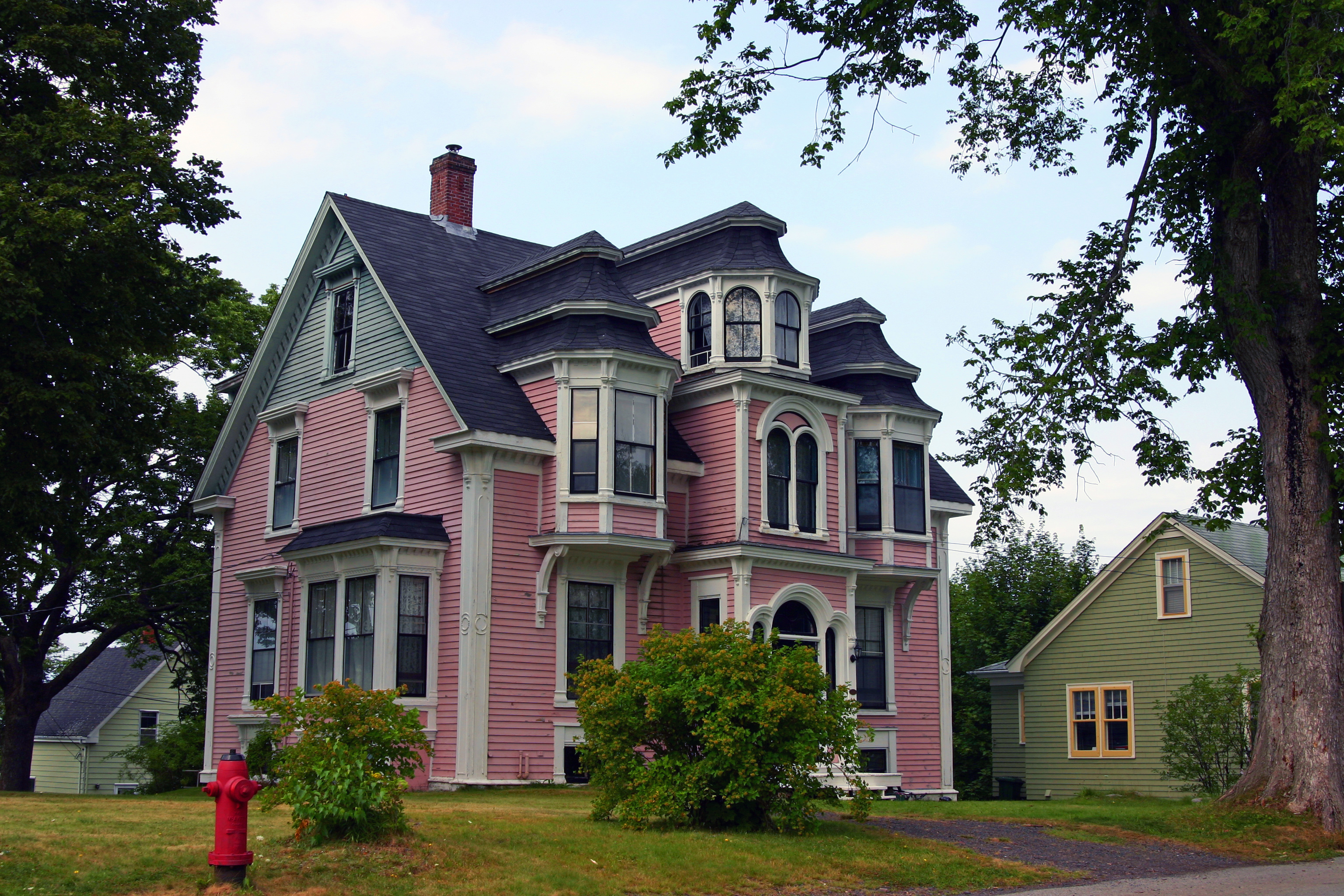
Maison typique de Lunenburg.
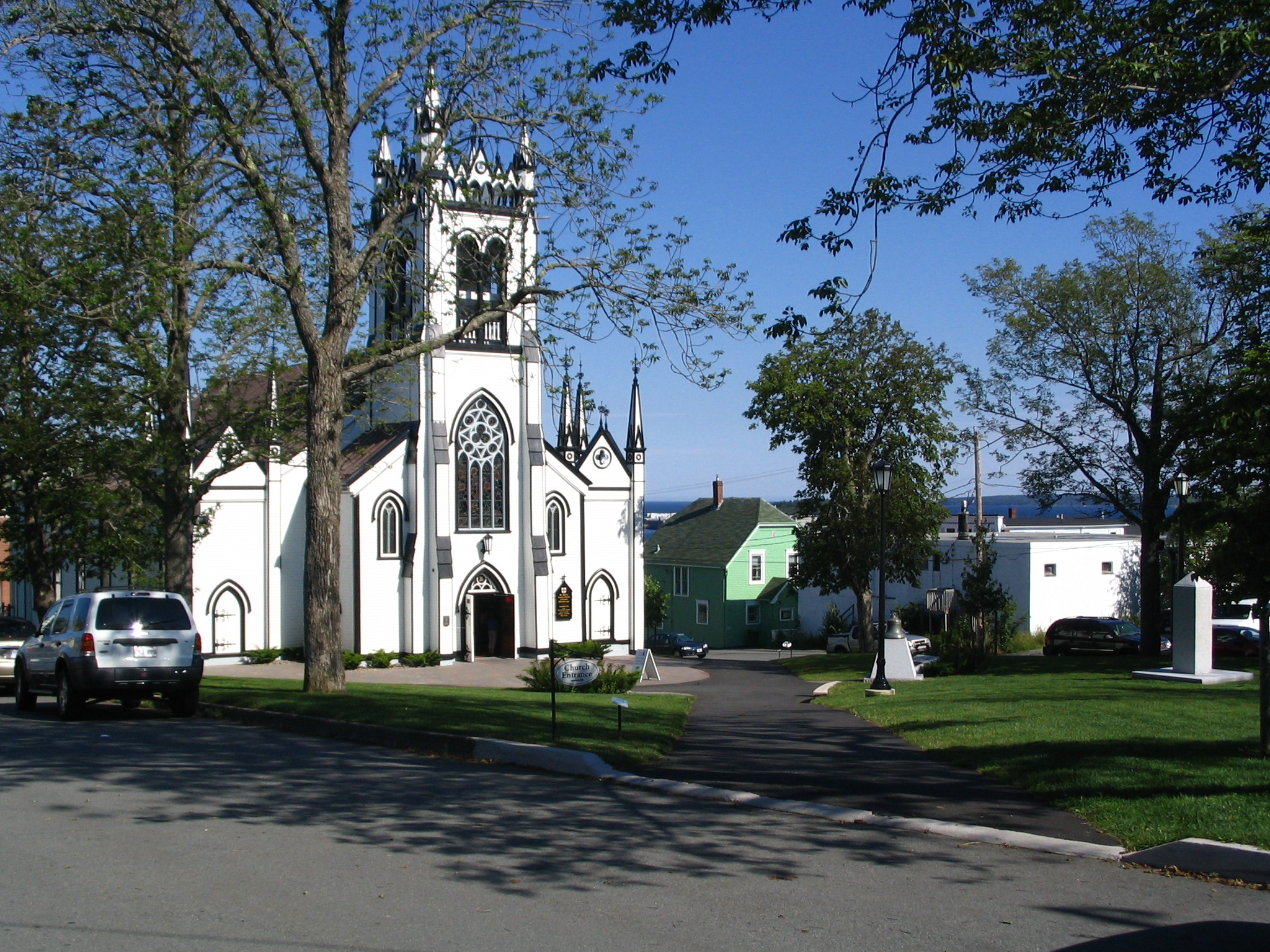
Église St. John.
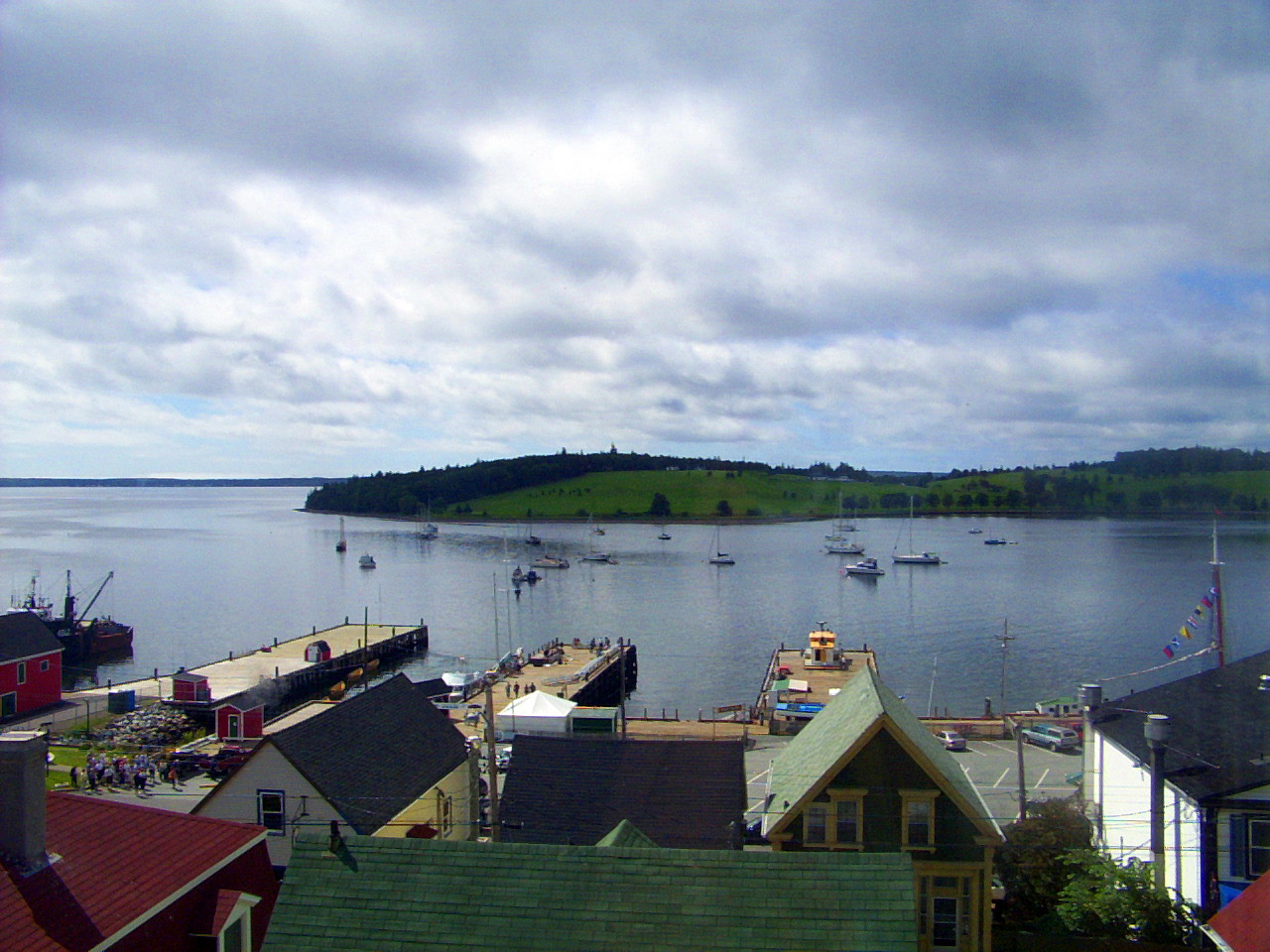
Front de mer.